# إدواردو فيفانكوس
كان إدواردو فيفانكوس جارسيا (19 سبتمبر 1920 – 30 ديسمبر 2020) إسبرانتيًا نشطًا بشكل رئيسي في الدوائر اللاسلطوية .  كتب وتحدث بشكل رئيسي بالإسبانية والكتالونية والإسبرانتو .